# Марек, Людвик
Людвик Марек (пол. Ludwik Marek, также Людвиг или Луи Марек, фр. Louis Marek; 1837, Тарнополь — 18 января 1893, Львов) — польский пианист, композитор и музыкальный педагог.
Сын Юзефа Марека, учителя музыки и пения в Тернопольской гимназии. Учился во Львове у Яна Хеллебранда (1808—1861), затем у Карла Микули. Дебютировал с концертом во Львове в 1854 году, удостоившись высоких оценок критики. Далее гастролировал в Германии, Австрии, Румынии и России, работал домашним учителем музыки. В 1870 году окончательно обосновался во Львове, руководил духовым оркестром «Гармония», открыл свою музыкальную школу. В 1872 году совершенствовал своё мастерство в Веймаре под руководством Ференца Листа. Выступал в городе с концертами, составляя конкуренцию Микули и выступая с позиций приверженца новой немецкой школы (в то время как Микули оставался учеником и последователем Фридерика Шопена); впрочем, Мориц Розенталь в своих воспоминаниях ставит музыкальную квалификацию Марека заметно ниже. Организовывал львовские гастроли ведущих музыкантов — в частности, Ганса фон Бюлова и Антона Рубинштейна. В музыкальной школе Марека преподавала также его жена Мария, урождённая Мандель.
Помимо фортепианных пьес, сочинил оперу «Болеслав Смелый и святой Станислав» (пол. Bolesław Śmiały i św . Stanisław), поставленную во Львове в 1876 году, Легенду для симфонического оркестра, ряд песен.
Похоронен на Лычаковском кладбище; могила музыканта, затерянная на протяжении многих десятилетий, в 2017 году была найдена и отреставрирована.